# Aedes bogotanus
Aedes bogotanus är en tvåvingeart som beskrevs av Arnell 1976. Aedes bogotanus ingår i släktet Aedes och familjen stickmyggor.
Artens utbredningsområde är Colombia. Inga underarter finns listade i Catalogue of Life.